# Bajo un mismo rostro
Bajo un mismo rostro es una telenovela mexicana producida por ZUBA Producciones para Televisa en 1995, de la mano de Christian Bach y Humberto Zurita marcando su debut como productores. Es una historia original de Jorge Lozano Soriano y coescrito por Lila Yolanda Andrade. Se estrenó a través del Canal de las Estrellas el 17 de abril de 1995 en sustitución de Caminos cruzados, y finalizó el 1 de septiembre del mismo año siendo reemplazado por El premio mayor.
Esta protagonizada así mismo por Christian Bach, Alfredo Adame y Saúl Lisazo, junto con Roberto Blandón, Nuria Bages y Carlos Cámara en los roles antagónicos, acompañados por Rosario Gálvez y Magda Guzmán.

## Argumento
Irene Saldívar es una joven mujer, bella y rica, que sufre un gran shock emocional después de la muerte de su padre y su hermano. Cuando se recupera, Irene viaja a Grecia junto a su querida nana Rosario para liberarse de los malos recuerdos. Durante su viaje, la joven conoce a Alexis Theodorakis, un rico empresario griego del cual se enamora perdidamente. Ambos deciden casarse sin saber que Carlos Gorostiaga, el administrador de la fortuna de Irene, tiene otros planes para ellos.
Carlos, que siempre se encargó de las finanzas del difunto Melchor Saldívar, padre de Irene, ahora se encarga de dirigir la fortuna de la joven, quien lo considera un hombre honesto y confiable. Pero la realidad es otra, pues Carlos es un hombre ambicioso e inescrupuloso que ante su esposa, Luciana Mendoza, y la propia Irene finge ser una buena persona. Sin embargo, Carlos trabaja en compañía de Alejandro Roldán; los dos seducen mujeres ricas para después matarlas y quedarse con su dinero.
Alejandro es tan ruin como Carlos; vive en Morelia con su esposa, Laura Limantur, quien lo ama obsesivamente y que también es cómplice de los crímenes de su esposo. También vive con ellos Ramiro, el hijo de ambos, que desconoce por completo las actividades de sus padres. Ramiro siempre lamenta la ausencia de su padre y el que quiera controlar su futuro, pues su padre quiere obligarlo a trabajar con él en los negocios familiares cuando él lo que quiere es ser músico.
Carlos y Alejandro planean la muerte de Alexis para que luego Alejandro enamore a Irene. Los sucios propósitos de ambos dan resultado cuando Alexis muere en una explosión en su yate. Irene, que ha quedado embarazada de Alexis, retorna desconsolada a México y allí recibe la ayuda de Diego Covarrubias, el doctor que atendió a su padre y hermano cuando murieron. Ambos se enamoran, pero aparecen nuevos obstáculos: Estelita, la hija enfermiza de Diego, está demasiado apegada al recuerdo de su difunta madre Magdalena, y se niega a que otra mujer ocupe su lugar. Además, Irene descubre que su amiga Carolina siempre ha estado enamorada de Diego y decide alejarse para dejarle su sitio a su amiga, pues Carolina enferma de cáncer y su diagnóstico es de poco tiempo de vida.
Alejandro, mientras tanto, se ha obsesionado con Irene; y al no poder ganarse su amor, decide chantajearla amenazándola con quitarle a su hijo si no accede a casarse con él.

## Elenco
- Christian Bach - Irene Saldívar Bustamante de Teodorakis
- Saúl Lisazo - Alexis Teodorakis Aravani
- Alfredo Adame - Diego Covarrubias Escobedo
- Carlos Cámara - Carlos Gorostiaga
- Roberto Blandón - Alejandro Roldán
- Nuria Bages - Laura Limantur de Roldán
- Magda Guzmán - Rosario Montes
- Rosario Gálvez - Luciana Mendoza de Gorostiaga
- Lorena Rojas - Carolina Zurbarán Castro
- Luis Aguilar - Padre Tomás
- Ernesto Alonso - Melchor Saldívar
- Anthony Álvarez - Padre Lorenzo
- Aurora Clavel - Lupita
- Tomás Goros - Renato
- Virginia Gutiérrez - Esther Castro de Zurbarán
- Josafat Luna - Franco Rosetti
- Marifer Malo - Estelita Covarrubias Robledo
- Ramón Menéndez - Andrés Ballesteros
- Raquel Olmedo - Cassandra Montoya vda. de Teodorakis
- Frances Ondiviela - Melisa Papandreu
- Ramiro Orci - Arnulfo
- David Ostrosky - Rubén Montesinos
- Rodrigo Oviedo - Ramiro Roldán Limantur
- Fabián Robles - Teo
- Mayra Rojas - Sandra Carballido
- Isabel Salazar - Ana María
- Roberto Sen - Cristóbal
- Juan Soler - Marcelo Saldívar Bustamante
- Silvia Suárez - Cristina Beristáin
- Sergio Sánchez - Héctor Kazan
- Manuel Ojeda - Dr. Santillán
- Ernesto Yáñez - Dr. Ramírez
- Krysta Wesche - Irene (joven)
- Ramiro Torres - Marcelo (joven)
- Luis Couturier - Vicente
- Alejandra Procuna - Sonia
- Anaís - Ana María
- Dinorah Cavazos - Iris
- Cecilia Gabriela - Magdalena Robledo de Covarrubias
- Adriana Fierro - Florencia
- Carmelita González - Lucía
- Marco Uriel - Marinero espía
- Guy de Saint Cyr - Capitán del yate
- Jorge Molina - Matías
- José Antonio Marroz - Dr. Frangos
- Guillermo García Cantú - Locutor
- Fernando Balzaretti - Lector de noticias
- Rodrigo Abed - Mario Contreras
- Melba Luna - Doña Chole
- Alejandro Tommasi - Manuel Gorostiaga Mendoza
- Adriana Barraza - Silvana
- Rolando de Castro - Inspector Araoz
- José María Calvario - Malanchi
- Blas García - Isidro
- Humberto Zurita - Sebastián Obregón
- Roberto Ballesteros - César
- Ignacio López Tarso
- Gerardo Zurita
- María Eugenia Ríos - Madre Esperanza
- José Roberto Hill - Ralph
- Roberto Miquel
- Thelma Dorantes
- Lucía Paillés
- Arsenio Campos
- José Carlos Teruel
- Fernando Torres Lapham
- Rocío Gallardo
- Audrey Vera
- Claudio Sorel
- Javier Díaz Dueñas
- Tito Guízar
- Queta Carrasco
- Julio Monterde
- Guillermo Rivas
- Lourdes Reyes
- Eduardo Noriega
- Margarita Magaña
- Víctor González - Tripulante de barco
- Raúl Castellanos
- Ninel Conde

## Premios y nominaciones

### Premios TVyNovelas 1996
| Categoría        | Nominado(a)                    | Resultado |
| ---------------- | ------------------------------ | --------- |
| Mejor producción | Christian Bach Humberto Zurita | Ganadores |

### Premios ACE New York 1998
| Categoría                     | Nominado(a)    | Resultado |
| ----------------------------- | -------------- | --------- |
| Figura internacional femenina | Christian Bach | Ganadora  |
| Mejor coactuación masculina   | Carlos Cámara  | Ganador   |